# Drăghiceni, Olt
Drăghiceni este satul de reședință al comunei cu același nume din județul Olt, Oltenia, România.

## Obiective de interes turistic
- Conacul pictorului Eustațiu Stoenescu din Drăghiceni, proiectat de Henrieta Delavrancea[1].
- Pădurea Radomir, arie de protecție specială avifaunistică (sit SPA)